# Národní strana (2002)
Národní strana war eine rechtsextreme politische Partei in Tschechien.

## Gegenwart
Die heutige Národní strana wurde 2002 gegründet. Sie berief sich zwar auf die historische Národní strana der „Alttschechen“ von 1848, verfolgt aber offen nationalistische Ziele. Sie lehnte die Europäische Integration ab und kritisierte die deutsch-tschechische Aussöhnung, wie sie beispielsweise durch Politiker wie Václav Havel betrieben wurde. Sie unterstützte dagegen andere nationalistische Parteien wie den französischen Front national und den flämischen Vlaams Belang.
Bei den Wahlen in der Tschechischen Republik konnte sie keine nennenswerten Erfolge erzielen. Bei den Parlamentswahlen 2006, als sie in allen Wahlbezirken kandidierte, erreichte sie lediglich 0,17 Prozent der Stimmen.
Die Vorsitzende Petra Edelmannová fiel im Mai 2008 in den Schlagzeilen mit der Forderung nach einer „Endlösung der Zigeunerfrage“ auf, womit sie eine Umsiedelung von Roma nach Indien bezeichnet. Die Národní strana besitzt mit der „Nationalgarde“ eine ihr nahestehende paramilitärisch organisierte Organisation. Im Mai 2009 zur Europawahl 2009 fiel die Partei neuerlich mit derselben Forderung durch einen TV-Werbespot auf.

## Niedergang
Nach einem Mitgliederschwund im Jahr 2009 zog sich die Vorsitzende Petra Edelmannová am 1. Dezember 2009 vom Parteivorsitz zurück. In der Folge wurde die Partei 2013 endgültig vom obersten tschechischen Gerichtshof aufgelöst.